# Шмелево (Калінінградська область)
Шмелево (рос. Шмелево) — селище Німанського району, Калінінградської області Росії. Входить до складу Лунінського сільського поселення.
Населення —  29 осіб (2015 рік). 